# Pere Seras i Isern
Pere Seras i Isern (Figueres, Alt Empordà 1892 - Lima, Perú 1985) fou un polític i empresari català, emigrat a Amèrica 

## Biografia
De jovenet milità a les joventuts de la Unió Federal Nacionalista Republicana i el 1913 emigrà a l'Argentina per evitar fer el servei militar. Es va establir a Buenos Aires, i es va fer soci del Casal Català de Buenos Aires, del qual més tard fou president quan s'anomenà Casal de Catalunya de Buenos Aires. Va fer campanyes de recollides de diners per a fer monuments a Narcís Monturiol i Pep Ventura a la seva vila natal.
Fou un dels màxims exponents del nacionalisme radical català a l'emigració juntament amb Salvador Carbonell i Puig. Col·laborà al setmanari Nación Catalana i a les revistes Ressorgiment i Galeuzca, també fou president i fundador del Comitè Llibertat, grup polític proper a Estat Català creat durant la Dictadura de Miguel Primo de Rivera i defensar el fet català a l'exterior. El 1928 fou responsable de l'entrada clandestina de l'Uruguai a l'Argentina tant de Francesc Macià com de Ventura Gassol. El 1931 creà una indústria de joguines, i es dedicà a la importació. També fou un dels fundadors de la Cambra Argentina de la Indústria de la Joguina.
Durant la guerra civil espanyola fou un dels organitzadors dels enviaments de queviures del Casal Català de Buenos Aires cap a Catalunya. Posteriorment col·laborà amb el Consell Nacional Català. El 1984 va rebre la Creu de Sant Jordi de la Generalitat de Catalunya. La seva dona, Concepció Lleonart, filla de Miquel Lleonart i Nart, va compartir bona part de les seves inquietuds. Els seus fills, Núria, Fiveller, Manelic, Mireia i Guifré, tot i ésser súbdits argentins, han fundat del Grup Joventut Catalana de Buenos Aires, nacionalista radical.